# Stephaniellidium sleumeri
Stephaniellidium sleumeri là một loài rêu tản trong họ Gymnomitriaceae. Loài này được (K. Müller) S. Winkl. ex Grolle miêu tả khoa học lần đầu tiên năm 1983.